# Agave durangensis
Agave durangensis är en sparrisväxtart som beskrevs av Howard Scott Gentry. Agave durangensis ingår i släktet Agave och familjen sparrisväxter. Inga underarter finns listade i Catalogue of Life.